# Olympische Sommerspiele 1972/Leichtathletik – 400 m (Männer)
Der 400-Meter-Lauf der Männer bei den Olympischen Spielen 1972 in München wurde am 3., 4. und 7. September 1972 im Olympiastadion München ausgetragen. 64 Athleten nahmen teil.
Olympiasieger wurde der US-Amerikaner Vince Matthews. Er gewann vor seinem Landsmann Wayne Collett und dem Kenianer Julius Sang.
Für die Bundesrepublik Deutschland – offiziell Deutschland – starteten Georg Nückles, Karl Honz und Horst-Rüdiger Schlöske. Alle drei Läufer qualifizierten sich für das Halbfinale. Hier schied Nückles aus. Im Finale belegte Schlöske Rang fünf und Honz Platz sieben.

Läufer aus der DDR, der Schweiz, Österreich und Liechtenstein nahmen nicht teil.

## Bestehende Rekorde
| Weltrekord         | 43,86 s | Lee Evans ( USA) | Finale OS Mexiko-Stadt, Mexiko | 18. Oktober 1968 |
| Olympischer Rekord | 43,86 s | Lee Evans ( USA) | Finale OS Mexiko-Stadt, Mexiko | 18. Oktober 1968 |

Der bestehende olympische Rekord, gleichzeitig Weltrekord, wurde bei diesen Spielen nicht erreicht. Die schnellste Zeit erzielte der US-amerikanische Olympiasieger Vince Matthews mit 44,66 s im Finale am 7. September.

## Durchführung des Wettbewerbs
Die Athleten traten am 3. September zu neun Vorläufen an. Die jeweils vier Laufbesten – hellblau unterlegt – sowie die nachfolgend vier Zeitschnellsten – hellgrün unterlegt – kamen ins Viertelfinale am 4. September. Daraus qualifizierten sich die jeweils ersten drei Läufer – wiederum hellblau unterlegt – und der nachfolgend Zeitschnellste – hellgrün unterlegt – für das Halbfinale am selben Tag. Aus den beiden Vorentscheidungen erreichten die jeweils vier Laufbesten – hellblau unterlegt – das Finale, das am 7. September stattfand. Der lange Zeitraum zwischen Halbfinale und Endlauf war bedingt durch das Münchner Olympia-Attentat vom 5. September, durch das auch der Zeitplan durcheinander geraten war.

## Zeitplan
3. September, 16:00 Uhr: Vorläufe

4. September, 11:35 Uhr: Viertelfinale

4. September, 17:15 Uhr: Halbfinale

5. September, 17:30 Uhr: Finale
Dieser Zeitplan wurde wie oben beschrieben wegen des Münchner Olympia-Attentats nicht eingehalten. Das Finale wurde zwei Tage später ausgetragen als ursprünglich geplant.

## Vorrunde
Datum: 3. September 1972, ab 16:00 Uhr

### Vorlauf 1
| Platz | Name                      | Nation              | Zeit    |
| ----- | ------------------------- | ------------------- | ------- |
| 1     | Andrzej Badeński          | Polen               | 46,21 s |
| 2     | Charles Joseph            | Trinidad und Tobago | 46,38 s |
| 3     | Mulugetta Tadesse         | Äthiopien           | 46,38 s |
| 4     | Wickremasinghe Wimaladasa | Ceylon              | 46,62 s |
| 5     | Bjarni Stefánsson         | Island              | 46,76 s |
| 6     | Josip Alebić              | Jugoslawien         | 47,01 s |
| 7     | Silver Ayoo               | Uganda              | 47,04 s |
| 8     | Nusrat Iqbal Sahi         | Pakistan            | 49,57 s |

### Vorlauf 2
| Platz | Name               | Nation              | Zeit    |
| ----- | ------------------ | ------------------- | ------- |
| 1     | David Jenkins      | Großbritannien      | 46,15 s |
| 2     | Anders Faager      | Schweden            | 46,29 s |
| 3     | Munyoro Nyamau     | Kenia               | 46,33 s |
| 4     | Omar Ghizlat       | Marokko             | 46,37 s |
| 5     | Bruce Ijirighwo    | Nigeria             | 46,59 s |
| 6     | Samuela Yavala     | Fidschi             | 47,76 s |
| 7     | Théophile Nkounkou | Volksrepublik Kongo | 47,86 s |
| 8     | Francisco Menocal  | Nicaragua           | 50,96 s |

### Vorlauf 3
| Platz | Name                 | Nation         | Zeit    |
| ----- | -------------------- | -------------- | ------- |
| 1     | Georg Nückles        | BR Deutschland | 46,64 s |
| 2     | Yoshiharu Tomonaga   | Japan          | 47,01 s |
| 3     | Francis Kerbiriou    | Frankreich     | 47,01 s |
| 4     | Sam Bugri            | Ghana          | 47,83 s |
| 5     | Thomas N’Ma          | Liberia        | 49,73 s |
| 6     | Jean-Max Faustin     | Haiti          | 52,33 s |
| DNS   | Marcello Fiasconaro  | Italien        |         |
| DNS   | Michael Frederiksson | Schweden       |         |

### Vorlauf 4
| Platz | Name                | Nation      | Zeit    |
| ----- | ------------------- | ----------- | ------- |
| 1     | Alberto Juantorena  | Kuba        | 45,94 s |
| 2     | Wayne Collett       | USA         | 46,00 s |
| 3     | Claver Kamanya      | Tansania    | 46,18 s |
| 4     | Gilles Bertould     | Frankreich  | 46,36 s |
| 5     | Eric Phillips       | Venezuela   | 46,74 s |
| 6     | Pedro Ferrer Andino | Puerto Rico | 47,90 s |
| 7     | Nicodemus Maipampe  | Sambia      | 48,84 s |

### Vorlauf 5
| Platz | Name              | Nation    | Zeit    |
| ----- | ----------------- | --------- | ------- |
| 1     | Tegegne Bezabeh   | Äthiopien | 45,88 s |
| 2     | Vince Matthews    | USA       | 45,94 s |
| 3     | Angelo Hussein    | Sudan     | 47,01 s |
| 4     | Robert Ojo        | Nigeria   | 47,03 s |
| 5     | Fanahan McSweeney | Irland    | 47,07 s |
| 6     | Fernando Silva    | Portugal  | 47,67 s |
| 7     | Kassem Hamzé      | Libanon   | 49,20 s |

### Vorlauf 6
| Platz | Name               | Nation         | Zeit    |
| ----- | ------------------ | -------------- | ------- |
| 1     | Charles Asati      | Kenia          | 45,16 s |
| 2     | Leighton Priestley | Jamaika        | 45,75 s |
| 3     | Fernando Acevedo   | Peru           | 45,80 s |
| 4     | Jan Werner         | Polen          | 45,93 s |
| 5     | Gary Armstrong     | Großbritannien | 46,48 s |
| 6     | Francisco Rojas    | Paraguay       | 47,46 s |
| 7     | Brian MacLaren     | Kanada         | 47,65 s |
| DNS   | Caspar Springer    | Barbados       |         |

### Vorlauf 7
Ibrahima Idrissou war der erste Leichtathlet, der für die Republik Dahomey (heute Benin) an Olympischen Spielen teilnahm.
| Platz | Name              | Nation         | Zeit    |
| ----- | ----------------- | -------------- | ------- |
| 1     | Julius Sang       | Kenia          | 45,24 s |
| 2     | Martin Reynolds   | Großbritannien | 46,46 s |
| 3     | Roger Velasquez   | Frankreich     | 46,70 s |
| 4     | Karl Honz         | BR Deutschland | 46,77 s |
| 5     | Franklin Rahming  | Bahamas        | 48,30 s |
| 6     | Ibrahima Idrissou | Dahomey        | 48,50 s |
| 7     | William Msiska    | Malawi         | 48,81 s |

### Vorlauf 8
| Platz | Name                    | Nation         | Zeit    |
| ----- | ----------------------- | -------------- | ------- |
| 1     | Horst-Rüdiger Schlöske  | BR Deutschland | 45,27 s |
| 2     | John Smith              | USA            | 46,00 s |
| 3     | Kyriakos Onisiforou     | Griechenland   | 46,94 s |
| 4     | Reza Entezari           | Iran           | 47,89 s |
| 5     | Mohammed Saad Mubarak   | Kuwait         | 49,61 s |
| 6     | Mohamed Jaman al-Dosari | Saudi-Arabien  | 49,67 s |
| DNS   | Luciano Sušanj          | Jugoslawien    |         |

### Vorlauf 9
| Platz | Name                   | Nation              | Zeit    |
| ----- | ---------------------- | ------------------- | ------- |
| 1     | Markku Kukkoaho        | Finnland            | 46,05 s |
| 2     | Zbigniew Jaremski      | Polen               | 46,20 s |
| 3     | Arthur Cooper          | Trinidad und Tobago | 47,15 s |
| 4     | Amadou Gakou           | Senegal             | 47,68 s |
| 5     | Tambusamy Krishnan     | Malaysia            | 48,31 s |
| 6     | Frédérique Andrianaivo | Madagaskar          | 48,72 s |
| 7     | Savin Chem             | Khmer-Republik      | 48,82 s |
| DNS   | Jimmy Sierra           | Kolumbien           |         |

## Viertelfinale
Datum: 4. September 1972, ab 11:35 Uhr

### Lauf 1
| Platz | Name               | Nation              | Zeit    |
| ----- | ------------------ | ------------------- | ------- |
| 1     | Wayne Collett      | USA                 | 45,80 s |
| 2     | Alberto Juantorena | Kuba                | 45,96 s |
| 3     | Jan Werner         | Polen               | 46,02 s |
| 4     | Martin Reynolds    | Großbritannien      | 46,11 s |
| 5     | Charles Joseph     | Trinidad und Tobago | 46,14 s |
| 6     | Robert Ojo         | Nigeria             | 46,73 s |
| 7     | Omar Ghizlat       | Marokko             | 46,84 s |
| 8     | Sam Bugri          | Ghana               | 47,34 s |

### Lauf 2

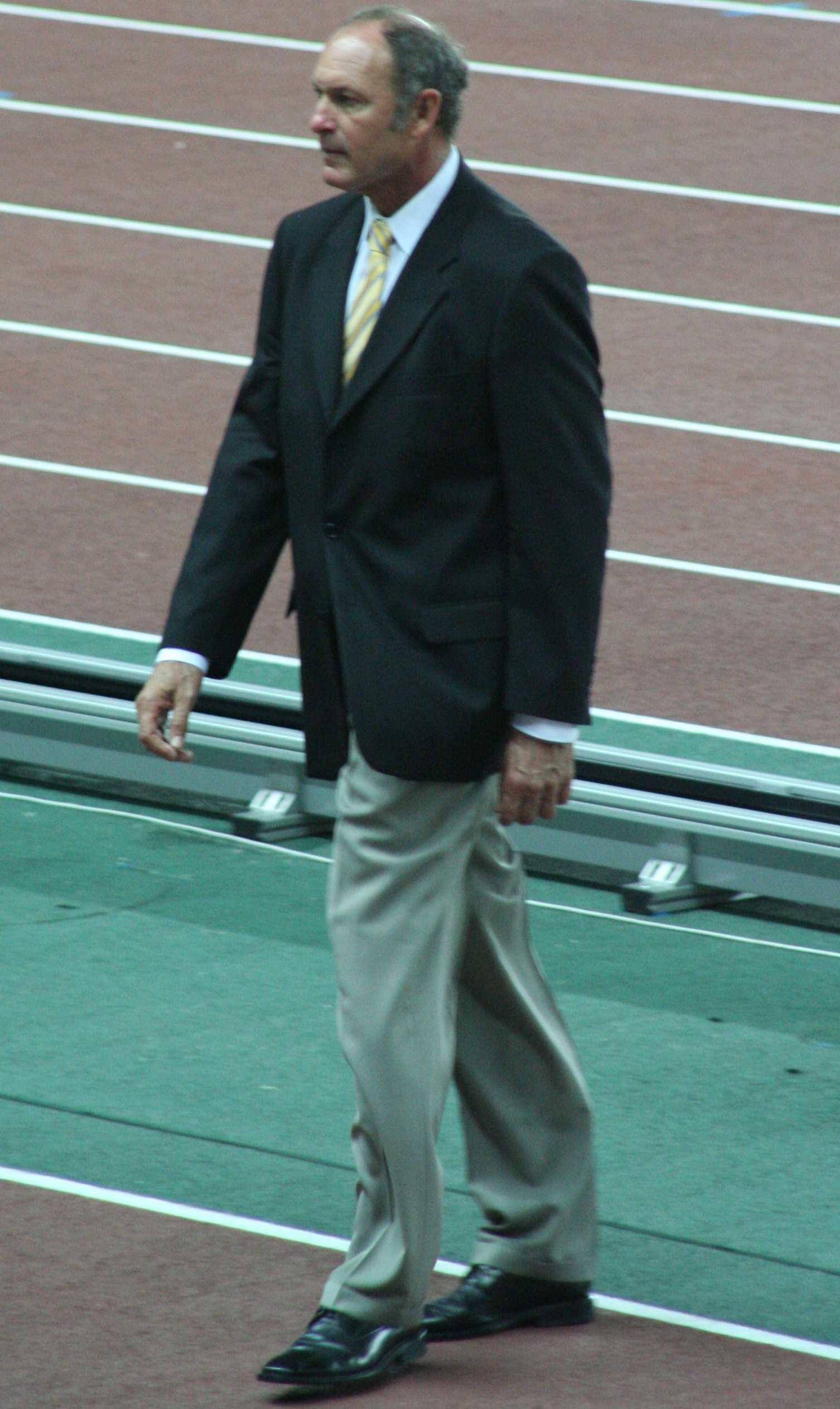
Der kommende Olympiasieger über 400 und 800 Meter Alberto Juantorena (hier im Jahr 2007) schied als Fünfter seines Halbfinals aus

| Platz | Name                      | Nation              | Zeit    |
| ----- | ------------------------- | ------------------- | ------- |
| 1     | Horst-Rüdiger Schlöske    | BR Deutschland      | 45,41 s |
| 2     | Vince Matthews            | USA                 | 45,62 s |
| 3     | Tegegne Bezabeh           | Äthiopien           | 45,97 s |
| 4     | Gilles Bertould           | Frankreich          | 46,14 s |
| 5     | Wickremasinghe Wimaladasa | Ceylon              | 46,50 s |
| 6     | Leighton Priestley        | Jamaika             | 47,76 s |
| 7     | Arthur Cooper             | Trinidad und Tobago | 48,29 s |
| 8     | Reza Entezari             | Iran                | 48,69 s |

### Lauf 3
| Platz | Name            | Nation         | Zeit    |
| ----- | --------------- | -------------- | ------- |
| 1     | David Jenkins   | Großbritannien | 45,99 s |
| 2     | John Smith      | USA            | 46,04 s |
| 3     | Markku Kukkoaho | Finnland       | 46,11 s |
| 4     | Munyoro Nyamau  | Kenia          | 46,80 s |
| 5     | Bruce Ijirighwo | Nigeria        | 46,81 s |
| 6     | Roger Velasquez | Frankreich     | 46,91 s |
| 7     | Amadou Gakou    | Senegal        | 46,96 s |
| 8     | Angelo Hussein  | Sudan          | 47,33 s |

### Lauf 4
| Platz | Name                | Nation         | Zeit    |
| ----- | ------------------- | -------------- | ------- |
| 1     | Karl Honz           | BR Deutschland | 45,87 s |
| 2     | Julius Sang         | Kenia          | 45,92 s |
| 3     | Zbigniew Jaremski   | Polen          | 46,52 s |
| 4     | Anders Faager       | Schweden       | 46,54 s |
| 5     | Francis Kerbiriou   | Frankreich     | 46,63 s |
| 6     | Yoshiharu Tomonaga  | Japan          | 46,92 s |
| 7     | Gary Armstrong      | Großbritannien | 47,10 s |
| 8     | Kyriakos Onisiforou | Griechenland   | 47,22 s |

### Lauf 5
| Platz | Name              | Nation         | Zeit    |
| ----- | ----------------- | -------------- | ------- |
| 1     | Charles Asati     | Kenia          | 46,04 s |
| 2     | Andrzej Badeński  | Polen          | 46,19 s |
| 3     | Georg Nückles     | BR Deutschland | 46,30 s |
| 4     | Claver Kamanya    | Tansania       | 46,55 s |
| 5     | Mulugetta Tadesse | Äthiopien      | 46,85 s |
| 6     | Bjarni Stefánsson | Island         | 46,92 s |
| 7     | Eric Phillips     | Venezuela      | 46,97 s |
| DNS   | Fernando Acevedo  | Peru           |         |

## Halbfinale

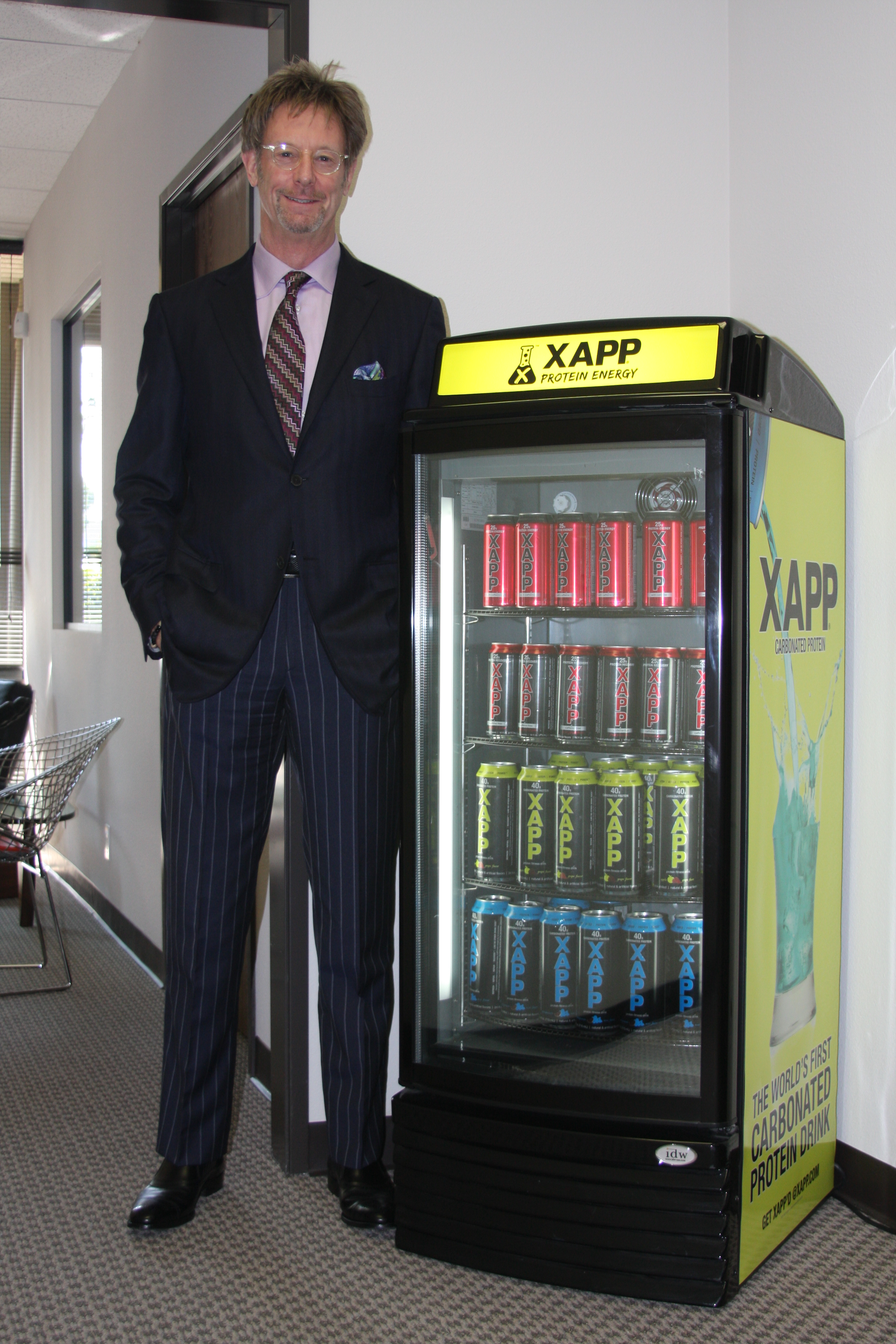
David Jenkins – 1971 Europameister – erreichte als Fünfter des ersten Halbfinals nicht das Finale
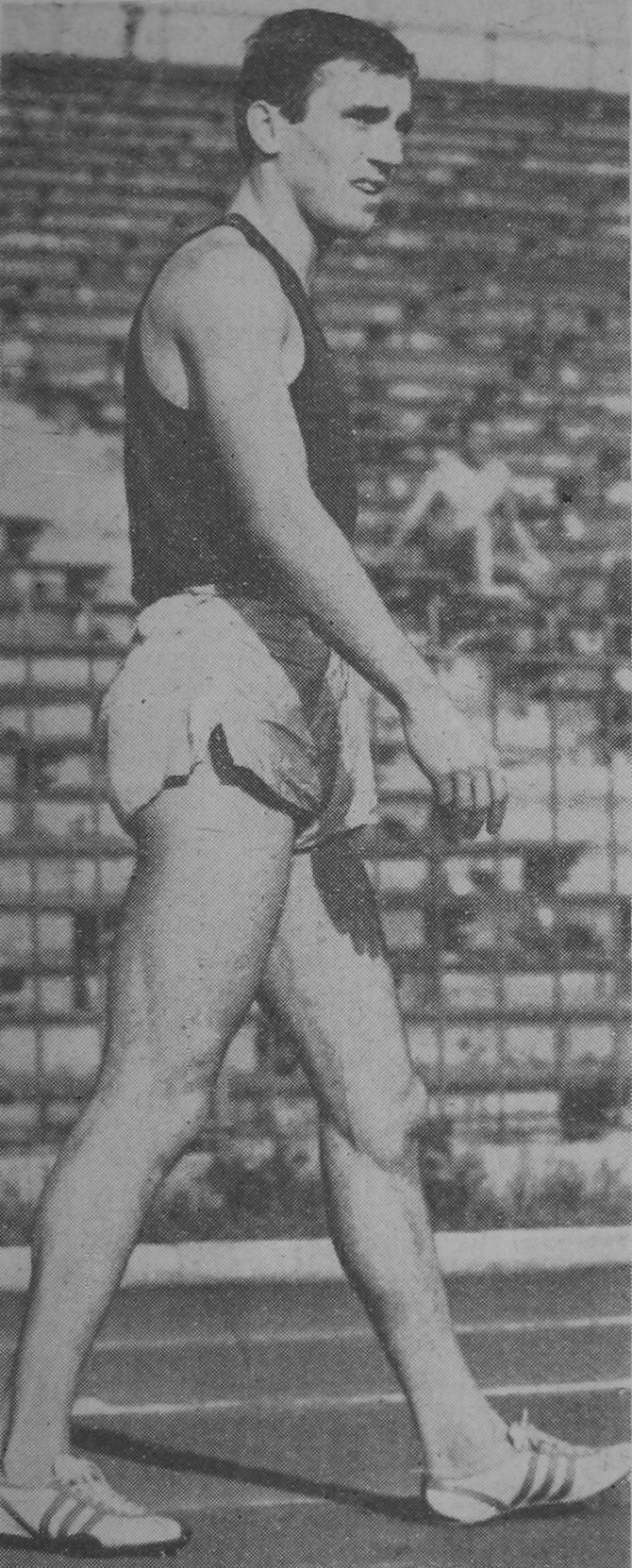
Andrzej Badeński – ausgeschieden als Achter des ersten Halbfinals

Datum: 4. September 1972, ab 17:15 Uhr

### Lauf 1
| Platz | Name             | Nation         | Zeit    |
| ----- | ---------------- | -------------- | ------- |
| 1     | Vince Matthews   | USA            | 44,94 s |
| 2     | Karl Honz        | BR Deutschland | 45,32 s |
| 3     | John Smith       | USA            | 45,46 s |
| 4     | Charles Asati    | Kenia          | 45,47 s |
| 5     | David Jenkins    | Großbritannien | 45,91 s |
| 6     | Tegegne Bezabeh  | Äthiopien      | 45,98 s |
| 7     | Georg Nückles    | BR Deutschland | 46,28 s |
| 8     | Andrzej Badeński | Polen          | 46,38 s |

### Lauf 2
- Der kommende Olympiasieger über 400 und 800 Meter Alberto Juantorena
(hier im Jahr 2007) schied als Fünfter seines Halbfinals aus

| Platz | Name                   | Nation         | Zeit    |
| ----- | ---------------------- | -------------- | ------- |
| 1     | Julius Sang            | Kenia          | 45,30 s |
| 2     | Horst-Rüdiger Schlöske | BR Deutschland | 45,62 s |
| 3     | Wayne Collett          | USA            | 45,77 s |
| 4     | Markku Kukkoaho        | Finnland       | 46,02 s |
| 5     | Alberto Juantorena     | Kuba           | 46,07 s |
| 6     | Jan Werner             | Polen          | 46,26 s |
| 7     | Martin Reynolds        | Großbritannien | 46,71 s |
| DNS   | Zbigniew Jaremski      | Polen          |         |

## Finale
- Vince Matthews (Foto: 2011)
gewann die Goldmedaille
- John Smith (später als Trainer aktiv, hier im
Jahr 2011) erreichte im Finale nicht das Ziel

Datum: 7. September 1972, 17:30 Uhr
| Platz | Name                   | Nation         | Zeit    |
| ----- | ---------------------- | -------------- | ------- |
| 1     | Vince Matthews         | USA            | 44,66 s |
| 2     | Wayne Collett          | USA            | 44,80 s |
| 3     | Julius Sang            | Kenia          | 44,92 s |
| 4     | Charles Asati          | Kenia          | 45,13 s |
| 5     | Horst-Rüdiger Schlöske | BR Deutschland | 45,31 s |
| 6     | Markku Kukkoaho        | Finnland       | 45,49 s |
| 7     | Karl Honz              | BR Deutschland | 45,68 s |
| DNF   | John Smith             | USA            |         |

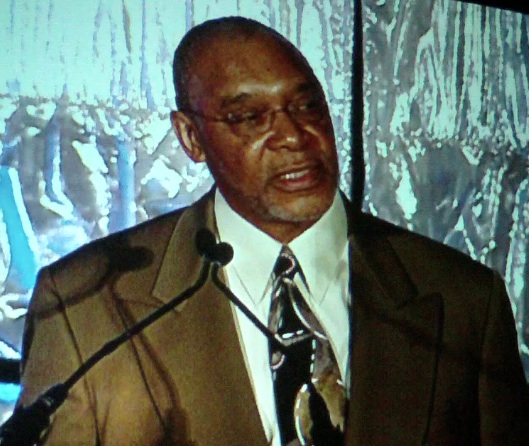
Vince Matthews (Foto: 2011) gewann die Goldmedaille
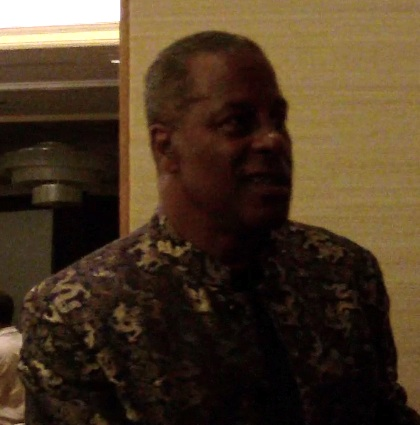
John Smith (später als Trainer aktiv, hier im Jahr 2011) erreichte im Finale nicht das Ziel

Als Favorit galt vor allem der US-Sprinter John Smith. Jedoch war dieser im Finale verletzt und musste das Rennen schon nach wenigen Metern abbrechen. Weitere Medaillenkandidaten waren die beiden US-Amerikaner Vince Matthews und Wayne Collett. Auch der Deutsche Karl Honz, der wenige Wochen zuvor bei den Deutschen Meisterschaften mit 44,70 Sekunden Europarekord gelaufen war, zählte zum Favoritenkreis.
Matthews, bei den Spielen vor vier Jahren Startläufer der US-amerikanischen 4-mal-400-Meter-Staffel, übernahm früh die Führung und konnte den Angriffen seines Landsmannes Collett bis ins Ziel standhalten. Mit seiner Bronzemedaille gelang dem Kenianer Julius Sang der erste Medaillengewinn eines schwarzafrikanischen Sprinters. Rang vier und belegte Sangs Landsmann Charles Asati. Der Deutsche Horst-Rüdiger Schlöske, wenige Wochen zuvor Sechster bei den Deutschen Meisterschaften, der eigentlich nur starten konnte, weil die bei den Landesmeisterschaften vor ihm platzierten deutschen Läufer für die Staffel geschont werden und deshalb nicht am kräfteraubenden Einzellauf teilnehmen sollten kam völlig überraschend auf den fünften Platz. Karl Honz hatte nicht mehr die Form aus dem Europarekordlauf und wurde Siebter.
Bei der Siegerehrung kam es zu einem Eklat. Während der Zeremonie stellte sich Collett zu seinem Teamkameraden auf das oberste Podest. Beide waren barfuß und hatten die Trainingsjacken geöffnet. Während der Hymne unterhielten sie sich. Beide standen seitwärts den Flaggen abgewandt und schenkten der Hymne keine Aufmerksamkeit. Die Zuschauer reagierten mit Pfiffen und Buhrufen. Beim Gang zu den Kabinen streckte Collett seine geballte Faust hoch, während Matthews seine Medaille am Band herumschleuderte. Das IOC reagierte, indem es die beiden Athleten für die 4-mal-400-Meter-Staffel sperrte. In einem Brief an den Präsidenten des United States Olympic Committee Clifford Chuck wurde das Verhalten der beiden Athleten beanstandet. Der Vorwurf lautete, dass Matthews und Collett § 26, Artikel 1 der Olympischen Charta mit ihrem Verhalten verletzt haben. Die Medaillen und die Platzierungen wurden allerdings nicht einbehalten oder gestrichen.
Bedingt durch die Sperre von Vince Matthews und Wayne Collett sowie John Smiths Verletzung konnte die US-Mannschaft kein Team für das 4-mal-400-Meter-Staffelrennen am 9. und 10. September zusammenbringen.

## Video
- Munich 1972, Vince Matthews, 400m men (Amateur Footage), youtube.com, abgerufen am 26. September 2021